# Giải bóng đá ngoại hạng Iraq 1991-92
Giải bóng đá ngoại hạng Iraq 1991–92 là mùa giải thứ 18 của giải đấu kể từ khi thành lập năm 1974. Đội vô địch là Al-Quwa Al-Jawiya; với danh hiệu Ngoại hạng thứ 3. The Falcons có được chức vô địch vào vòng cuối cùng của mùa giải với chiến thắng 1–0 trước Al-Zawraa, gây tranh cãi vì Al-Zawraa có bàn thắng nhưng bị từ chối do việt vị, nếu được công nhận, thì họ đã giành chức vô địch. Jawiya cũng đoạt Cúp bóng đá Iraq để có được cú đúp đầu tiên. Al-Khutoot (hay Al-Tayaran tại thời điểm đó) có màn ra mắt ở giải đấu cao nhất.

## Bảng xếp hạng
| Vị thứ | Đội bóng              | St | W  | D  | L  | BT | BB | HS  | Đ  |
| 1      | Al-Quwa Al-Jawiya (C) | 38 | 27 | 9  | 2  | 56 | 17 | +39 | 63 |
| 2      | Al-Zawraa             | 38 | 27 | 7  | 4  | 87 | 23 | +64 | 61 |
| 3      | Al-Karkh              | 38 | 26 | 8  | 4  | 70 | 29 | +41 | 60 |
| 4      | Al-Talaba             | 38 | 24 | 7  | 7  | 66 | 29 | +37 | 55 |
| 5      | Al-Shorta             | 38 | 17 | 12 | 9  | 33 | 21 | +12 | 46 |
| 6      | Al-Najaf              | 38 | 13 | 14 | 11 | 33 | 27 | +6  | 40 |
| 7      | Al-Tayaran            | 38 | 11 | 18 | 9  | 32 | 31 | +1  | 40 |
| 8      | Al-Naft               | 38 | 14 | 11 | 13 | 44 | 24 | +20 | 39 |
| 9      | Al-Minaa              | 38 | 12 | 13 | 13 | 39 | 42 | –3  | 37 |
| 10     | Al-Amana              | 38 | 10 | 14 | 14 | 26 | 34 | –8  | 34 |
| 11     | Al-Mosul              | 38 | 10 | 14 | 14 | 28 | 39 | –13 | 34 |
| 12     | Al-Salam              | 38 | 10 | 13 | 15 | 32 | 34 | –6  | 33 |
| 13     | Salahaddin            | 38 | 8  | 17 | 13 | 34 | 42 | –8  | 33 |
| 14     | Al-Shabab             | 38 | 6  | 21 | 11 | 28 | 39 | –11 | 33 |
| 15     | Al-Sinaa              | 38 | 9  | 13 | 16 | 26 | 48 | –22 | 31 |
| 16     | Samaraa               | 38 | 9  | 13 | 16 | 27 | 57 | –30 | 31 |
| 17     | Al-Kut                | 38 | 6  | 15 | 17 | 22 | 48 | –26 | 27 |
| 18     | Al-Tijara             | 38 | 7  | 11 | 20 | 24 | 42 | –18 | 25 |
| 19     | Al-Sulaikh            | 38 | 3  | 13 | 22 | 12 | 51 | –39 | 19 |
| 20     | Erbil                 | 38 | 6  | 7  | 25 | 30 | 72 | –42 | 19 |

|  | Play-off xuống hạng |

## Play-off xuống hạng
Có 2 suất tại Giải bóng đá ngoại hạng Iraq 1992–93 dành cho Al-Tijara, Al-Sulaikh, Erbil và Al-Bahri. Al-Tijara và Erbil giành được 2 suất, có nghĩa rằng Al-Sulaikh phải xuống hạng và Al-Bahri vẫn ở hạng dưới.

## Vua phá lưới
| Vị thứ | Cầu thủ        | Bàn thắng | Đội bóng          |
| ------ | -------------- | --------- | ----------------- |
| 1      | Ahmed Radhi    | 34        | Al-Zawraa         |
| 2      | Karim Saddam   | 22        | Al-Zawraa         |
| 3      | Saad Qais      | 20        | Al-Karkh          |
| 4      | Alaa Kadhim    | 17        | Al-Talaba         |
| 4      | Akram Emmanuel | 17        | Al-Quwa Al-Jawiya |